# Грицай Антон Юрійович
Антон Юрійович Грицай (нар. 7 травня 1987, Полтава — пом. 15 лютого 2015; Широкине, Волноваський район, Донецька область, Україна) — український громадський та військовий діяч. Ультрас футбольного клубу «Ворскла», вояк полку «Азов», Національної гвардії України. Кавалер ордена «За мужність» III ступеня (посмертно).

## Життєпис
Народився 7 травня 1987 року у місті Полтава. Закінчив історичний факультет Полтавського національного педагогічного університету ім. В. Г. Короленка. Був активним футбольним вболівальником, входив до спільноти ультрас полтавського клубу «Ворскла». Один із засновників ультрас-угрупування «Crew of Golden Eagle».

## Обставини загибелі
Доброволець. Воював у батальйоні «Азов». Загинув 15 лютого 2015 року в селі Широкине Волноваського району Донецької області. Терористи здійснили спробу прориву бронетехніки в Широкине. Завдяки густому туману в село зайшли танки та жива сила супротивника, працювала артилерія та міномети. Азовці відбили атаку. Розпочалось позиційне протистояння. До обіду терористи продовжували обстріл позицій українського батальйону зі стрілецької зброї. Ближче до вечора азовцям вдалось евакуювати з Широкиного цивільних мешканців, які залишались у селі впродовж усього протистояння. У підсумку було знищено майже сотню бойовиків та десять одиниць бронетехніки. Втрати азовців — семеро загиблих бійців та близько 50 поранених.

## Вшанування пам'яті
В серпні 2015 року в Полтаві відкрили меморіальну дошку його честі. Того ж року друзі Антона започаткували проведення Всеукраїнського фанатського турніру з міні-футболу пам'яті Антона Грицая .
У місті Полтава вулицю Ляхова перейменували на вулицю Антона Грицая.

## Нагороди

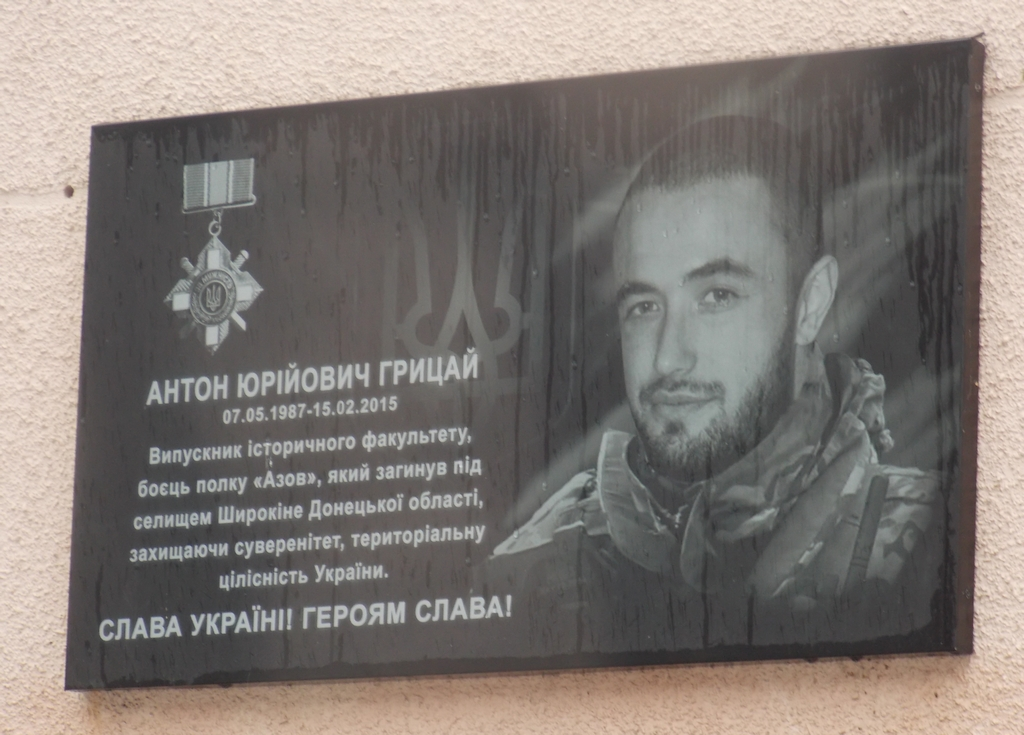
Меморіальна дошка

За особисту мужність і героїзм, виявлені у захисті державного суверенітету та територіальної цілісності України, вірність військовій присязі під час російсько-української війни
- нагороджений орденом «За мужність» III ступеня (26.2.2015, посмертно).
- нагорода « За вірність народу України» І ступеня (посмертно)